# Hindon (Wiltshire)
Pour les articles homonymes, voir Hindon.
Hindon est une paroisse civile et un village du Wiltshire, en Angleterre.